# Miconchus effilatus
Miconchus effilatus är en rundmaskart. Miconchus effilatus ingår i släktet Miconchus och familjen Anatonchidae. Inga underarter finns listade i Catalogue of Life.